# Portugal (bande dessinée)
Pour les articles homonymes, voir Portugal (homonymie).
Portugal est une bande dessinée du Français Cyril Pedrosa publiée en 2011 par Dupuis dans la collection « Aire libre ».

## Synopsis
Simon, jeune français d'origine portugaise se cherche. Son histoire de couple bat de l'aile, il peine avec le monde du travail, ne comprend pas ce qui ne fonctionne pas. A l'occasion d'une fête de famille, il fait un séjour au Portugal, qui le regénère fortement tout en le questionnant profondément sur son identité,.

## Prix
- 2012 : 
  - prix de la BD Fnac au festival d'Angoulême[3].
  - prix des libraires de bande dessinée[4].

## Réception critique
Ce roman graphique en grande partie autobiographique a reçu d'excellentes critiques, :
- 4,03 sur 5 chez babelio[8]
- 7,07 sur 10 chez senscritique[9]
- 4 sur 5 chez Booknote[10]

## Publications
- Portugal, Dupuis, coll. « Aire libre », 2011  (ISBN 978-2-8001-4813-7)
- Portugal (tirage de tête avec jaquette), Dupuis, coll. « Aire libre », 2011  (ISBN 978-2-8001-5093-2).
- Carnet du Portugal, Dupuis, coll. « Aire libre », 2014  (ISBN 978-2-8001-6069-6)[11].

### Documentation
Interview
- Cyril Pedrosa (int. par Nicolas Anspach), « Cyril Pedrosa ("Portugal") : « L’autobiographie a une contrainte de taille : la vérité ! » », sur Actua BD, 8 novembre 2011.

Critiques
- Armel Le Ny, « Renaissance au Portugal », sur La Charente libre, 9 novembre 2011.
- Jean-Claude Loiseau, « Portugal », Télérama, no 3220,‎ 26 septembre 2011 (lire en ligne).
- T. Pinet, « Portugal », sur BD Gest, 6 octobre 2011.
- Frédéric Potet, « Une histoire ibérique », sur Le Monde, 28 octobre 2011.
- Didier Quella-Guyot, « « Portugal » par Cyril Pedrosa », sur BD Zoom, 7 octobre 2011.
- David Taugis, « "Portugal" de Cyril Pedrosa, l’événement-émotion de la rentrée BD », sur Actua BD, 3 novembre 2011.